# Domenico Maria Muratori
Domenico Maria Muratori (Vedrana, 14 aprile 1661 – Roma, 17 agosto 1742) è stato un pittore italiano del periodo barocco e rococò. Nonostante il suo vasto lavoro, è quasi caduto nel completo oblio.

## Biografia
Muratori nacque a Vedrana, presso Budrio e fu battezzato poco dopo la nascita il 14 aprile 1661. Muratori fu allievo a Bologna di Lorenzo Pasinelli all'Accademia Ghislieri, nel 1688 fu premiato come migliore allievo. Nell'aprile del 1689 lasciò Bologna per Napoli e nel 1690 si stabilì a Roma.

### Produzione romana
Giunto a Roma, Muratori inizialmente proseguì i suoi studi. A questo periodo risalgono anche i suoi primi affreschi in diverse chiese romane. Nel 1703 divenne membro dell'Accademia dei Virtuosi al Pantheon e nel 1705 divenne membro dell'importante Accademia di San Luca.
Prima del 1704 realizzò un affresco e cinque dipinti ad olio per la Cappella di San Giovanni da Capestrano nella chiesa di San Francesco a Ripa, due dei dipinti sono sopravvissuti. Il suo stile pittorico era fortemente basato sui giovani Carracci, ma erano riconoscibili anche le influenze del Domenichino e di Guido Reni.
Intorno al 1702-1706 eseguì per il cardinale Fabrizio Spada due dipinti su temi antichi: la Morte di Marco Antonio e poi la Morte di Cleopatra, le opere sono ora esposte nella Galleria Spada di Roma.
Alcuni dipinti commissionati dalla famiglia Strozzi intorno al 1708 sono oggi perduti. Per il cardinale Tommaso Ruffo realizzò nel 1709 l'affresco dell'abside nella chiesa dello Spirito Santo dei Napoletani, raffigurante il Miracolo di San Tommaso d'Aquino.
Altri esempi della sua produzione romana sono una figura di Naum in San Giovanni in Laterano, l'affresco è sul primo pilastro destro subito dopo il portale centrale o la raffigurazione di Sant'Agostino per la chiesa di Gesù Bambino all'Esquilino, realizzata come pala d'altare del braccio destro del transetto. Dipinse anche il quadro ad olio Miracolo di San Lorenzo Giustiniani in Santa Croce e San Bonaventura dei Lucchesi: si trova sul lato sinistro della parete della Cappella Castagnori, la cappella centrale a destra. Uno dei momenti salienti della sua opera è la pala a olio per i Santi XII Apostoli, realizzata tra il 1713 e il 1717, per 1.000 scudi e commissionata dall'arcivescovo di Ravenna Camillo Spreti. Rappresenta il Martirio dei Santi Filippo e Giacomo ed è la più grande pala d'altare ancora a Roma. Un disegno preliminare per il grande dipinto è ora al Museo nazionale di Capodimonte.

### Altre opere
Muratori portò a termine anche commissioni per chiese fuori di Roma. A Pisa due sue tele si possono ammirare nella chiesa di San Sisto. Si tratta di una Madonna con Bambino e un altro quadro con i Santi Leonardo e Francesco di Sales, realizzate intorno al terzo decennio del XVIII secolo. Per il Duomo di Orvieto realizzò nel 1724 per conto del cardinale Filippo Antonio Gualterio, pronipote del cardinale Carlo Gualterio, una pala d'altare con i Santi Carlo, Giovanni Battista, Giovanni Evangelista, Maria Maddalena e Agnese. Altre opere si sono conservate ad Ascoli Piceno, Torino e Assisi, per quest'ultima in Santa Maria degli Angeli è presente una Madonna con Bambino e santi.
Probabilmente prima del 1731 realizzò la Coronazione di spine per la chiesa delle Santissime Stimmate di San Francesco in concorrenza con Marco Benefial. Da segnalare nella sua produzione più tarda la pala d'altare della basilica di Santa Prassede del 1735 e un'immagine di San Francesco Régis per il cardinale Neri Maria Corsini del 1737. La critica odierna è incerta su alcuni altri dipinti a lui attribuiti come opere tarde.
Muratori morì di vecchiaia a Roma, secondo recenti ricerche il 17 agosto 1742 secondo notizie più antiche nell'ottobre 1744 o addirittura nel 1749. È sepolto al Pantheon. Anche uno dei suoi figli, Giuseppe Renato Muratori (1708–1766), divenne pittore.